# Josep Baró i Güell
Josep Baró i Güell (Cervià de Ter, 14 de juny de 1891 - Girona, 8 de febrer de 1980) fou un músic, professor de música i compositor principalment de sardanes, i música per a cobla.

## Biografia

### Formació
Josep Baró i Güell va néixer a Cervià de Ter, poble amb certa tradició musical, ja que hi trobem diverses cobles importants i també n'era nadiu el tenor Llorenç Pagans. Les seves primeres nocions musicals les va rebre de la mà de Joan Costa, un pianista i compositor català. Tanmateix, el seu aprenentatge de solfeig i el primer contacte amb el clarinet van ser gràcies al seu oncle Antoni Baró. Més endavant, va perfeccionar la seva tècnica amb el piano i la tenora com a deixeble dels músics Enric Oliva i Fèlix Sants.
La seva formació en el camp de l'harmonia i la composició es va estendre durant vuit anys de la mà del compositor de sardanes Antoni Juncà i, igual que Enric Morera, un dels seus principals referents i models a seguir.

### Carrera Professional
Ben aviat Baró es va deixar veure en públic, ja que va compaginar la seva extensa formació musical amb la interpretació de la tenora. Amb tan sols deu anys va ingressar a la cobla Sant Jordi (la cobla dels petits de Cervià de Ter). Més tard ingressaria com a primera tenora de la cobla gironina fundada l'any 1915 L'Art Gironí, amb la qual, tal com apunta Lluís Brugués i Agustí al seu llibre La música a Girona, va gravar alguns discos de 78 rpm. A més a més, sovint faria aparicions com a tenora solista a l'Orquestra Pau Casals, a la vegada que exercia de professor a l'Escola de Belles Arts i a diverses escoles públiques municipals de Girona.
A banda de ser intèrpret i mestre de professió, Baró també va fer tasques com a director de cobles, corals i orquestres. L'any 1919 va fundar la secció de l'orfeó del Centre Moral, de la qual van arribar a formar part al voltant de vuitanta cantaires. També va dirigir la coral Joventuts de Sarrià de Ter, de l'Ateneu Social i Democràtic, de l'Associació de Música, de l'agrupació coral Orfeó Cants de Pàtria entre 1922 i 1957, i, com a sotsdirector, de l'Orquestra Simfònica de Girona.
Amb la seva extensa col·lecció d'instruments i documentació musical, la major part relacionats amb la cobla i la sardana va fundar, l'any 1961, el Museu de la Sardana de Girona, actualment integrat al museu d'història de la ciutat.

## Obra
L'obra de Baró és molt extensa i heterogènia, amb predomini de les sardanes i música per a cobla. Començant a compondre l'any 1914, la seva panoràmica estètica a l'hora de crear sardanes es basa en la importància de la qualitat del ritme i en presentar una melodia inspirada i animada. A més, va ser un dels compositors de l'època que va veure més música pròpia editada en vida. La major part de la seva col·lecció de partitures va ser donada pel seu nebot a la Biblioteca Pública de Girona l'any 1984 i forma part del fons musical Josep Baró i Güell, un dels més importants de la ciutat de Girona. Aquest fons es troba conservat en tres institucions diferents de Girona: el Museu d'Història de Girona (MHG), l'Arxiu Històric de Girona (AHG) i la Biblioteca pública Carles Rahola (BPCR).
La seva obra consta de: 
- 117 sardanes, 25 de les quals per a veu. Destaquen A la font d'en Lliure, A la festa del poble i Casa Pairal.
- 173 obres de música religiosa, principalment per a veu, ja consti o no d'acompanyament (si n'hi ha, piano).
- 98 peces per a veu.
- 37 peces de música infantil (tant originals com arranjaments).
- 33 obres instrumentals.

- Una col·laboració a l'obra del Cançoner Popular de Catalunya, patrocinada per l'Orfeó Català.
- L'himne de la senyera de l'Orfeó Joventut de Sarrià de Ter (del qual no se'n conserva la lletra).
- Altres: música coral, de cambra, música per a teatre i música litúrgica.

L'inventari es pot consultar a través de la pàgina web de la biblioteca Carles Rahola de Girona.